# 고장환
고장환(1984년 9월 22일~)은 대한민국의 희극 배우이다.
개그 그룹 나몰라 패밀리의 멤버로, '신발동영상'의 주인공이다.

## 출연작

### 방송
- 《행복한 아침》(채널A)
- 《느낌표》(MBC)
- 《웃찾사》(SBS)
  - 《화니베베》아들 역
  - 《힙권도》
  - 《덕후월드》
  - 《힙권도》
  - 《쪼아》
  - 《우리형》
  - 《강대욱》
  - 《밀어붙여 신문사》
  - 《클럽 파리스》
  - 《쑥대머리》
  - 《러브 다이너머이트》
- 《막무가내 쇼 시즌 1, 2》 (KBS joy)
- 《코미디빅리그 시즌 3》 (tvN)
- 《꼴라보레이션》 (tvN)
- 《대충사는 강대충씨》 (네이버 TV) - 대충 오빠 역
- 《코미디쇼 웃으면 복이와요》 (MBC)